# Шрам (роман М'євіля)
«Шрам» (англ. The Scar) — третій роман британського письменника Чайни М'євіля. Сам автор визначає жанр роману як «химерну фантастику» (weird fiction), проте за всіма ознаками він відповідає канонам фентезійного стимпанка. У 2003 році «Шрам» отримав нагороду British Fantasy Award і був номінований на Премію Артура Кларка. 

## Сюжет
Дія відбувається в тому ж світі, що і в іншому романі М'євіля «Вокзал на вулиці Відчаю». Але, це не пряме продовження роману, хоча сюжет стартує відразу після подій, описаних в попередній книзі. У «Шрамі» інші персонажі і місце дії, твір можна читати незалежно від «»окзалу на вулиці Відчаю. У центрі оповідання — плавуче місто Армада. На палубі океанського лайнера в нову «Нью-Кробюзонську» колонію під назвою «Нова Есперіум» перевозяться в'язні і раби, їх тіла перероблені в незвичайні гротескні форми і подібності з примхи їх господарів. Але на палубі лайнера перебувають не тільки вони. В нову колонію пливе так само і група мандрівників, деякі з яких не просто мандрівники. Кожен з них має свої власні причини тікати і ховатися з «Нью-Кробюзона». Белліс Колдвайн біжить з гігантського мегаполісу Нью-Кробюзон за своїх обставин; досвідчений лінгвіст, вона влаштовується перекладачем на цей корабель. Але корабель захоплюють пірати, і нове життя Белліс починається не в далекій кробюзонській колонії, а на Армаді - плавучому піратському місті, складеному з тисяч і тисяч судів, що не одне століття бороздить Надутий океан,  і яким керує пара садомазохістів, відомих як Коханці, які хочуть закликати надприродну істоту для того, щоб місто мало можливість  швидше пересуватися. Подібно Нью-Кробюзону, Армаду населяють і люди, і жахливоголові хепрі, і мавки, і водяні, рукотворні мутанти-перероблені і люди-кактуси, а також струпороби і вампіри. Відмовляючись примиритися з тим, що ніколи більше не побачить своє рідне місто, Белліс готова на все, лише б з'ясувати природу глибоко засекреченого проекту, над яким працюють доктор біології Йоганнес Тиарфлай, найкращий мисливець у всьому Бас-Лаге Тинтиннабулум, Коханці та їх охоронець Утер Доул.

## Цікаво
Схоже на Армаду плаваюче місто, що складене з безлічі зчеплених кораблів, було описане в романі Олександра Бєляєва «Острів загиблих кораблів». 